# Rainin in Paradize
Rainin in Paradize è il primo singolo tratto dal quarto album La Radiolina di Manu Chao. Il testo del brano pone all'attenzione dell'ascoltatore le problematiche dovute alle guerre (civili e non) che logorano le popolazioni in molti paesi del mondo (prevalentemente nell'area afro-mediorientale).

## Lista dei brani

### Download Gratuito in Edizione Limitata (2007)
1. "Rainin In Paradize"

### EP Digitale (2007)
1. "Rainin in Paradize" (Radio Edit)
2. "La Chuchara"
3. "Panik Panik"
4. "Rainin in Paradize" (Album Version)

## Video
Sono stati prodotti tre video officiali per il singolo. Il primo è un cartone animato pubblicato su YouTube dalla Nacional Records il 4 giugno 2007. Il secondo video è un live action video con Manu Chao ed alcuni amici che guidano in una città sotto la pioggia mentre si vedono scene di guerra. Il terzo è un secondo cartone animato. Questi ultimi due video sono stati pubblicati su YouTube il 30 giugno 2007.

## Classifiche
| Paese             | Posizione più alta |
| ----------------- | ------------------ |
| Belgio (Vallonia) | 51                 |
| Romania           | 50                 |
| Svizzera          | 39                 |